# 義なき男
『義なき男』はHBO(日本ではスター・チャンネルが放送)のファンタジー・ドラマ・シリーズである『ゲーム・オブ・スローンズ』の第2章『王国の激突』の第7話である。プロデューサーでもあるデイヴィッド・ベニオフ と D・B・ワイスによって、原作『王狼たちの戦旗』に基づいて脚本が書かれ、 デヴィッド・ナッターが監督した。
タイトルは、ジェイミー・ラニスターが脱走するために親族を殺した後、キャトリン・スタークがジェイミーに向かって放った言葉に由来している。
サンサは初潮を迎え、ジョフリーとの結婚が迫る。ジョン・スノウは〈野人〉に捕えられる。ジェイミーは親族とカースターク公の息子を殺して脱走するが再び捕まる。ブランとリコン・スタークに逃げられたシオンは農家の子供を焼き殺し、二人の死を偽装する。

## あらすじ

### キングズランディング
サンサ(ソフィー・ターナー)はサンダー・”ハウンド”・クレゲイン(ロリー・マッキャン)に暴徒から救ってくれた礼を言うが、冷たくあしらわれる。サンサは暴徒の悪夢を見て目覚めて初潮の出血に気付き、今やジョフリー(ジャック・グリーソン)と結婚して子を産むことができることを知る。サンサがシーツの血を隠そうとしているのを見て、シェイ(シベル・ケキリ)は手伝うが、太后の侍女が見つけて報告するために走り去る。シェイは侍女に廊下で追い付いて、人に話したら命を奪うと脅す。だがシェイがサンサの部屋に戻ると、ハウンドもシーツを見てしまっている。サーセイ太后 (レナ・ヘディ)はサンサに会い、サンサがジョフリーに負う義務について話すが、ジョフリーを愛するのは不可能なので生まれて来る子どもたちを愛することに集中するべきだともいう。ティリオン(ピーター・ディンクレイジ)が、スタニスの艦隊は数日のうちにやって来て、撃退できないかもしれないとサーセイに言う。サーセイはジェイミーが子供たちの父親だと示唆し、自分がジョフリーを制御できないのは近親相姦を犯した罰だと信じていると言う。

### 〈壁〉の向こう側
ジョン・スノウ(キット・ハリントン)は縄につないだイグリット(ローズ・レスリー)と共に仲間を探す。イグリットはジョンが女と寝たことがないことを察知し、〈冥夜の守人〉の純潔の誓いを知って、マンス・レイダーのもとでの〈野人〉の暮らしの方がましだとジョンを説得しようとする。ジョンは誓いを守り、イグリットが何度も迫るのを退ける。ぬかるんだ道を歩いている時、イグリットは逃げ出す。ジョンは追いかけるが、イグリットが口笛を吹いて合図を送り、何人もの〈野人〉が姿を現してジョンを捕える。

### 〈ハレンの巨城〉
タイウィン・ラニスター(チャールズ・ダンス)は、エイモリー・ローチを殺した者が自分を狙っていたと信じ、グレガー・”マウンテン”・クレゲインに徹底した捜査を命じる。グレガーが去った後、タイウィンは目の前で食事をするようアリア(メイジー・ウィリアムズ)に命じる。タイウィンは、伝説を作りたいという欲望と、〈ハレンの巨城〉の落城を招いた征服王エイゴンのウェスタロス征服について話す。タイウィンは、アリアがエイゴンとその姉妹たちのことをよく知っていることに驚く。アリアが実は高貴な生まれであることを察知し、”ミロード”と言うべきところを”マイロード”と言っていると指摘し、高貴な生まれを隠したいなら気をつけろと忠告する。アリアは、母が何年も高貴な女性に仕えていたため、正しい話し方を教わっただけだと反論する。

### 〈西部〉
ロブ・スターク(リチャード・マッデン)は、使者として戻ったアルトン・ラニスターから、講和条件をサーセイ太后が拒絶したことを知る。ルース・ボルトン(マイケル・マケルハットン)が牢の不足を言うと、ロブは新しい牢を建設し、それまではアルトンを従兄のジェイミー・ラニスター(ニコライ・コスター＝ワルドー)と一緒の牢に入れるよう命じる。タリサ(ウーナ・チャップリン)がロブに医療品の不足の話をしたため、ロブは岩山城に一緒に行って城のメイスターから医療品を手に入れようと誘う。ジェイミーはアルトンと親しく話をした後、脱走を図るために殺す。牢の見張りのトーレン・カースタークが調べに来た時、ジェイミーは鎖で首を絞めて殺し逃げ出す。朝、ジェイミーは再び捕えられてスターク軍の陣に連れてこられる。息子を殺されたリカード・カースターク公はジェイミーの処刑を要求する。ブライエニー(グェンドリン・クリスティー)の助けを得て、キャトリン(ミシェル・フェアリー)はロブが岩山城から戻るまで、処刑を延期させることに成功する。キャトリンは、ジェイミーがアルトンを殺したことを責め、誓いを破った義なき男だと呼ぶ。ジェイミーは、騎士としての誓いには、罪なき者を守り、父に従い、王に仕えることが含まれていたが、ジェイミーの父は王を軽蔑し、王は罪なき者を虐殺していたと言う。自ら立てた誓いが相反していたため、ジェイミーは名誉や忠誠という概念が、良くて素朴、悪くて偽善であるとみなす。ジェイミーはサーセイとしか寝たことがないと言い、落とし子ジョン・スノウをもうけた、キャトリンの亡夫エダード・スタークよりも自分の方が名誉があると言う。キャトリンがジョンを憎むのは、ジョンを見るたびに夫の不貞を思い出すからだと指摘して侮辱する。キャトリンの怒りは頂点に達し、ブライエニーに剣を貸してくれと言う。

### 狭い海の向こう側
ドラゴンを盗まれたデナーリス・ターガリエン(エミリア・クラーク)は、自分が盗ったのではないというザロ・ゾアン・ダクソスの言葉を信じることができない。船を探しに出かけていたジョラー・モーモント(イアン・グレン)が戻り、ドラゴンを探し出すと誓う。ジョラーは、ドラゴンのことをよく知り、ジョラーがデナーリスを愛することを知る、謎の仮面の女クェイスと話をしに行く。クェイスは、今デナーリスが一緒にいるのがドラゴンを盗った者だという。デナーリスの出席している〈十三人組〉の会議で、黒魔導師のパイアット・プリーは自分が〈不死者の館〉にドラゴンを隠していると言う。ザロはプリーに支持されて、クァースの王であると宣言する。プリーは多くの姿に分かれ、残りの十一人を殺す。デナーリスはモーモントおよびコヴァッロと逃げ出す。

### ウィンターフェル
朝、シオン・グレイジョイ(アルフィー・アレン)が目覚めると、オシャ(ナタリア・テナ)は去り、部下の一人は殺され、ブラン(アイザック・ヘンプステッド＝ライト)、リコン、ホーダー、オシャの4人が夜のうちにウィンターフェルから逃げ出している。子供たちを逃がしたことでシオンは部下達を責めるが、部下のロレンに〈野人〉の女と寝たせいだと責められる。シオンはロレンを殴り倒し、メイスター・ルーウィンの願いを退けて、二人の子供とその仲間を探し始める。農家に着き、猟犬が臭いを見失ったことを嘆くが、ダグマーが胡桃の殻を見つけて、ブランとリコンがここを通ったかもしれないと言う。シオンは農家の主人を尋問するため、メイスター・ルーウィンを城に帰す。シオンは人狩りから戻り、人々を城の広場に集め、ルーウィンが出てきたところで、二人の子供の焼死体を見せる。

## 製作

### 脚本
原作第二部『王狼たちの戦旗』のプロローグに加え、第51、53、56章に基づいて、プロデューサーでもあるデイヴィッド・ベニオフ と D・B・ワイスが脚本を書いた。
多くのストーリーラインが原作から改変された。クァースでのデナーリスのストーリーラインは原作におおよそ従っているだけにすぎず、ロブ・スタークのストーリーラインはさらに乖離している。ティリオンは サーセイとジェイミーの秘密を自分で解き明かしていたように見える。ジョン・スノウとイグリットの二人だけのシーンとジョンのストーリーラインは後のエピソードに回された。

## 評判

### 視聴者数
初回放送では369万人に視聴され、18-49歳では1.9%となった。また同夜の再放送では98万人に視聴され0.5%となった。

## 参照
1. ↑  Bibel, Sara (2012年5月15日). “Sunday Cable Ratings: 'Game Of Thrones' Tops, 'Real Housewives NJ,' 'The Client List,' 'Khloe & Lamar,' 'Army Wives' & More”. TV by the Numbers. 2012年5月15日閲覧。